# 比熱容量
比熱容量（、英: specific heat capacity）とは、圧力または体積一定の条件で、単位質量の物質を単位温度上げるのに必要な熱量である。単に比熱（、英: specific heat）ということも多い。単位記号は J/(kg・K) が用いられる。例えば、水の比熱容量（18℃における）は、約4184 J/(kg・K) である。

## 計量単位
比熱容量の計量単位は次のようになっている。
- SI文書では、ジュール毎キログラム毎ケルビン（JK-1kg-1）[3]。
- 計量法上の法定計量単位としては、ジュール毎キログラム毎ケルビン（J/(kg・K) ）または、ジュール毎キログラム毎度（Ｊ/(kg・℃) ）の両方が規定されている[4]。また単位記号もこれに合わせて2つが規定されている[5]。

なお、「ジュール毎キログラム毎ケルビン」と「ジュール毎キログラム毎度」の計量法での定義は次のようになっており、同一である。
1グラム当たりの比熱容量（J/(g・K) または J g−1 K−1 ）は、計量法に規定されていない非法定計量単位であり、取引・証明に用いることはできない。
水の比熱容量（18℃）は、4184 J/(kg・K)である。カロリーを用いると、1 cal/(g・K)であるが、カロリー(cal)は、SI単位ではなく、計量法上も栄養学などの特殊な分野における熱量の計量のみに用いることができる単位であるので、比熱容量の計量単位として取引・証明に用いることは1999年10月以降は禁止されている。

## 熱力学と比熱
熱力学では1モルの物質の熱容量、モル熱容量（単位はJ mol−1 K−1）を用いることが多い。モル熱容量は分子熱とも呼ばれる。単位質量あたりの熱容量（比熱容量）にモル質量（単位はkg mol−1）を掛ければ、モル熱容量になる。たとえば25℃の水 (液体)ではcp = 75.291 J mol−1 K−1である。
圧力一定の条件下で測定した場合は定圧比熱、体積一定の条件下で測定した場合は定積比熱と呼ばれる。

### 定圧比熱
定圧比熱（ていあつひねつ）とは、圧力一定の条件下で単位量あたりの物質を単位温度変化させるのに必要な熱量。特に1モル当たりの定圧比熱を定圧モル比熱あるいは定圧モル熱容量と呼ぶ。
一般的記号は、cp で表し、単位量あたりのエンタルピーの変化量の傾きを表す。
{\displaystyle c_{p}=\left({\frac {\partial h}{\partial T}}\right)_{p}}

### 定積比熱
定積比熱（ていせきひねつ）とは、体積一定の条件下で単位量あたりの物質を単位温度変化させるのに必要な熱量。特に1モル当たりの定積比熱を定積モル比熱あるいは定積モル熱容量と呼ぶ。
一般的記号は、 cV で、単位量あたりの内部エネルギーの変化量の傾きを表す。
{\displaystyle c_{V}=\left({\frac {\partial u}{\partial T}}\right)_{V}}

## 性質
通常、液体、固体における比熱は、温度により極端に変化しないが、気体においてはエンタルピーの変化量や体積変化が大きく、状態量として定圧比熱や定積比熱を考えなければならない。
理想気体においてはR を気体定数として
{\displaystyle c_{p}-c_{V}=R\,}　(マイヤーの関係式)
の関係がある（記事比熱比に詳しい）。このことは次のように説明される。エネルギーの出入りについて定積の場合と定圧の場合を考えてみると、定積の場合、変化に際して系は仕事をしないから系に入ってきたエネルギーはすべて温度上昇に使える。ところが、定圧の場合には系の温度を上げた上で、さらに体積変化分の仕事をしなければならない。この仕事に内部エネルギーは使えない（理想気体の場合温度は内部エネルギーの関数である）から、結局この分のエネルギーも余分に外から与えてやらなければならないのである。
固体・液体の熱膨張は物質の混合等によるものも含め相により正にも負にもなるので両者の大小関係は不定である。
気体の混合物については、一般的には、モル分圧比が成り立つ。
ある温度以上の単体の固体では定積モル熱容量cV が一定になるというデュロン＝プティの法則がある。
金属中の自由電子系の比熱（電子比熱）は低温では絶対温度に比例する。

## 容積比熱
熱容量を考慮するときに、質量単位でなく体積単位の方が便利な場合があり、その場合は、容積比熱もしくは体積比熱が用いられる。単位は例えば、J/(m3·K)である。
使われる分野としては以下がある。
- 建築分野での壁材の断熱特性。用語として容積比熱がよく用いられる。
- 土壌分野での土の熱特性。用語として体積比熱がよく用いられる。